# 韩立平

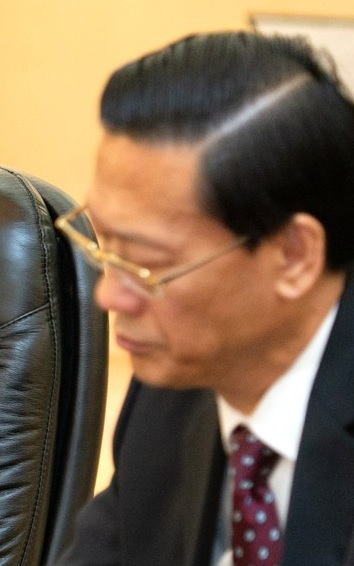
摄于2018年

韩立平（1960年1月—），北京人，中国共产党党员。曾任中共中央办公厅副主任，现任中华全国供销合作总社党组书记、理事会副主任。

## 生平
韩立平长期在中共中央办公厅工作，曾任中共中央办公厅老干部局局长。后任中共中央办公厅秘书局局长。2017年，升任中共中央办公厅副主任兼秘书局局长。韩立平是中共十九大中央直属机关党代表、第十三届全国人民代表大会常务委员会委员，第十三届全国人大会监察和司法委员会委员。2019年11月，升任中华全国供销合作总社党组书记、理事会副主任。